# Lubbiktjärnen
Lubbiktjärnen är en sjö i Piteå kommun i Norrbotten och ingår i Åbyälvens huvudavrinningsområde. Sjön har en area på 0,117 kvadratkilometer och ligger 331 meter över havet.

## Delavrinningsområde
Lubbiktjärnen ingår i det delavrinningsområde (726155-171941) som SMHI kallar för Ovan Finnbäcken. Medelhöjden är 320 meter över havet och ytan är 48,93 kvadratkilometer. Räknas de 53 avrinningsområdena uppströms in blir den ackumulerade arean 697,6 kvadratkilometer. Avrinningsområdets utflöde Åbyälven mynnar i havet. Avrinningsområdet består mestadels av skog (69 procent) och sankmarker (23 procent). Avrinningsområdet har 0,12 kvadratkilometer vattenytor vilket ger det en sjöprocent på 0,2 procent.